# Tatiana Moïsseïeva
Pour les articles homonymes, voir Moïsseïev.
Tatiana Iourievna Moïsseïeva (en russe : Татья́на Ю́рьевна Моисе́ева, transcription anglaise : Tatiana Moiseeva), née le 7 septembre 1981, est une biathlète russe. 

## Carrière
Elle est sélectionnée pour la première fois en équipe de Russie en 2001, aux Championnats d'Europe junior, où elle remporte deux titres.
La biathlète a fait ses débuts en Coupe du monde en 2003 et est monté au total sur quatre podiums individuels dont trois lors de la saison 2006-2007. En 2008, elle se classe deuxième de la Coupe du monde de l'individuel.
Elle a participé à deux championnats du monde en 2007 et 2008 où elle termine cinquième de l'individuel et quatrième du relais avec la Russie. Lors de ces championnats de 2008, elle subit un test antidopage positif à la dexaméthasone, mais parvient à démontrer que la présence de cette substance était liée à la prise d'un médicament pour traiter un problème à l'œil. Elle met un terme à sa carrière de haut niveau à l'issue de cette saison 2007-2008.

## Palmarès

### Championnats du monde
| Épreuve / Édition       | Individuel | Sprint | Poursuite | Mass start | Relais |
| Mondiaux 2007 Antholz   | 22e        | 48e    | 28e       | -          | 11e    |
| Mondiaux 2008 Östersund | 5e         | -      | -         | 19e        | 4e     |

### Coupe du monde
- Meilleur classement général : 20e en 2007 et 2008.
- 4 podiums individuels : 3 deuxièmes places et 1 troisième place.
- 3 podiums en relais : 2 deuxièmes places et 1 troisième place.

#### Classements annuels
| Année | Classement général final |
| 2004  | 77e                      |
| 2007  | 20e                      |
| 2008  | 20e                      |

### Championnats du monde junior
- Médailles d'or sur l'individuel et le relais aux mondiaux 2001 de Khanty-Mansiysk (Russie)

### Championnats d'Europe junior
- Médaille d'or du sprint et du relais en 2001.

### Championnats du monde de biathlon d'été
Cross-country :
- Médaille d'or de la mass start en 2003.
- Médaille d'or de la poursuite en 2006.
- Médaille d'argent du relais en 2003.
- Médaille d'argent du sprint, de la poursuite, de la mass start et du relais en 2005.
- Médaille de bronze du sprint en 2006.